# 新三河島駅
新三河島駅（しんみかわしまえき）は、東京都荒川区西日暮里六丁目にある、京成電鉄本線の駅である。駅番号はKS03。

## 歴史
- 1931年（昭和6年）12月19日：開設。
- 1971年（昭和46年）：ホーム延伸。

## 駅構造
島式ホーム1面2線を有する高架駅。ホームの一部は明治通りにかかっている（1971年（昭和46年）のホーム延伸により、明治通りにかかるようになった）。出入口と改札口は同一階にあるが、改札口 - ホーム間を連絡するエレベーターが設置されている。

### のりば
| 番線 | 路線     | 方向 | 行先                                                              |
| ---- | -------- | ---- | ----------------------------------------------------------------- |
| 1    | 京成本線 | 上り | 日暮里・京成上野方面                                              |
| 2    | 京成本線 | 下り | 青砥・京成高砂・京成船橋・ 成田空港・京成千葉方面（京成本線経由） |
| 2    | 京成本線 | 下り | 北総線・ 成田空港方面（成田スカイアクセス線経由）                 |

- 上表路線名は成田空港線（成田スカイアクセス線）開通後の旅客案内名称に基づいている。現地案内では、2010年7月5日以降直通列車のない「金町」も表記されていたが、2010年代半ばの新サインシステム導入に際し削除された。一方で全列車が通過する成田スカイアクセス線についての表記が入るようになった。

## 利用状況
2024年度の1日平均乗降人員は5,882人である。東京都内にある京成の駅では最も少ない。
近年の1日平均乗降・乗車人員の推移は以下の通り。
| 年度               | 1日平均 乗降人員 | 1日平均 乗車人員 | 出典     |
| ------------------ | ---------------- | ---------------- | -------- |
| 1990年（平成02年） |                  | 3,334            | [ * 1 ]  |
| 1991年（平成03年） |                  | 3,407            | [ * 2 ]  |
| 1992年（平成04年） |                  | 3,403            | [ * 3 ]  |
| 1993年（平成05年） |                  | 3,288            | [ * 4 ]  |
| 1994年（平成06年） |                  | 3,170            | [ * 5 ]  |
| 1995年（平成07年） |                  | 3,172            | [ * 6 ]  |
| 1996年（平成08年） |                  | 3,025            | [ * 7 ]  |
| 1997年（平成09年） |                  | 2,866            | [ * 8 ]  |
| 1998年（平成10年） |                  | 2,773            | [ * 9 ]  |
| 1999年（平成11年） |                  | 2,642            | [ * 10 ] |
| 2000年（平成12年） |                  | 2,627            | [ * 11 ] |
| 2001年（平成13年） |                  | 2,589            | [ * 12 ] |
| 2002年（平成14年） | 5,215            | 2,562            | [ * 13 ] |
| 2003年（平成15年） | 5,311            | 2,609            | [ * 14 ] |
| 2004年（平成16年） | 5,164            | 2,534            | [ * 15 ] |
| 2005年（平成17年） | 5,215            | 2,553            | [ * 16 ] |
| 2006年（平成18年） | 5,059            | 2,485            | [ * 17 ] |
| 2007年（平成19年） | 5,124            | 2,552            | [ * 18 ] |
| 2008年（平成20年） | 5,099            | 2,542            | [ * 19 ] |
| 2009年（平成21年） | 4,933            | 2,452            | [ * 20 ] |
| 2010年（平成22年） | 4,759            | 2,364            | [ * 21 ] |
| 2011年（平成23年） | 4,651            | 2,317            | [ * 22 ] |
| 2012年（平成24年） | 4,923            | 2,449            | [ * 23 ] |
| 2013年（平成25年） | 5,199            | 2,567            | [ * 24 ] |
| 2014年（平成26年） | 5,312            | 2,625            | [ * 25 ] |
| 2015年（平成27年） | 5,468            | 2,713            | [ * 26 ] |
| 2016年（平成28年） | 5,696            | 2,827            | [ * 27 ] |
| 2017年（平成29年） | 5,977            | 2,970            | [ * 28 ] |
| 2018年（平成30年） | 6,032            | 3,013            | [ * 29 ] |
| 2019年（令和元年） | 6,031            | 3,018            | [ * 30 ] |
| 2020年（令和02年） | 4,710            | 2,362            |          |
| 2021年（令和03年） | 4,868            | 2,434            |          |
| 2022年（令和04年） | 5,312            | 2,663            |          |
| 2023年（令和05年） | 5,696            | 2,863            |          |
| 2024年（令和06年） | 5,882            | 2,955            |          |

## 駅周辺

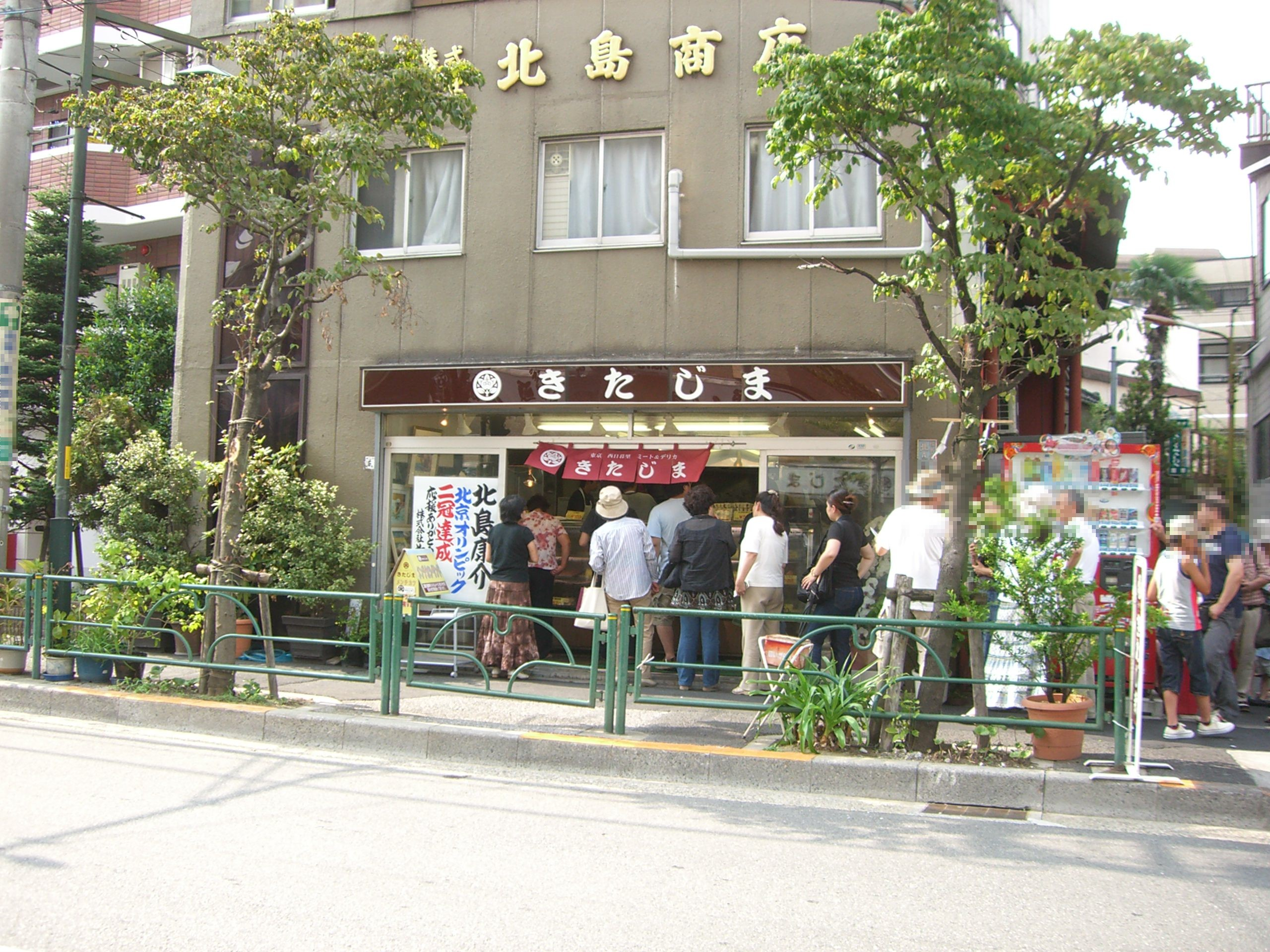
肉のきたじま

駅周辺は住宅地が広がっている。駅前広場はないが、交差点に近いため交通量が多い。駅東側を東京メトロ千代田線が通っているが、同線に駅はない。
- 三河島駅（常磐線）：徒歩約10分。
- 明治通り
- 帝都自動車交通 日暮里営業所
- 宮地陸橋
- 荒川税務署
- 冠新道商店街
- マルエツ 西日暮里店
- まいばすけっと新三河島駅西店
- 肉のきたじま - 北島康介の実家[5][6]
- 荒川生涯学習センター
- 荒川教育センター
- 荒川五郵便局
- 西日暮里郵便局

### バス路線
新三河島駅前
- 明治通り外回り
  - 都営バス
    - 草64：浅草雷門南行
- 明治通り内回り
  - 都営バス
    - 草64：池袋駅東口行・とげぬき地蔵前行

## 隣の駅
京成電鉄
 本線
■快速特急・■アクセス特急・■特急・■通勤特急・■快速
通過
■普通
日暮里駅 (KS02) - 新三河島駅 (KS03) - 町屋駅 (KS04)
- 日暮里駅方面の次駅は1947年までは道灌山通駅であった。